# Ólvega
Ólvega es un municipio y localidad de España de la provincia de Soria, en la comunidad autónoma de Castilla y León. Perteneciente a la comarca del Moncayo, de la que es cabeza junto con Ágreda, forma parte del partido judicial de Soria. Cuenta con una población de 3838 habitantes (INE 2024).

## Símbolos
El escudo heráldico que representa al municipio fue aprobado por real decreto el 2 de junio de 1977 con el siguiente blasón:

De sinople, una torre, redonda de oro, almenada y mazonada de sable, y saliendo de sus almenas, troneras y puertas, llamas, de gules; al timbre, corona real de España, cerrada.
Boletín Oficial del Estado nº 160 de 6 de julio de 1997

## Geografía

Extensión del término municipal de Ólvega dentro de la provincia de Soria

Integrado en la comarca de Tierra de Ágreda, se sitúa a 45 km de la capital provincial. El relieve del municipio está definido por una zona llana que queda entre la sierra del Moncayo al este, la sierra del Madero al oeste y la sierra de Toranzo al sur, abriéndose por el norte hacia el valle del río Añamaza.
El pico más alto en el término municipal es el Alto de Toranzo (1614 m), pico divisorio con la localidad de Borobia. Otras elevaciones destacadas son el cerro Valdevecinos (1483 m), en la sierra del Madero, y la peña El Cuco (1539 m), en la sierra de Toranzo. El arroyo de la Vega por el norte y el río Araviana por el sur, son los principales cursos fluviales. La altitud oscila entre los 1614 m del Alto de Toranzo y los 990 m a orillas del arroyo de la Vega. El pueblo se alza a 1029 m sobre el nivel del mar.
| Noroeste: Matalebreras          | Norte: Castilruiz                         | Noreste: Ágreda                |
| Oeste: Matalebreras y Pozalmuro |                                           | Este: Ágreda y Cueva de Ágreda |
| Suroeste: Hinojosa del Campo    | Sur: Noviercas, Soria (exclave) y Borobia | Sureste: Beratón y Borobia     |

Yacimiento de plomo en el término municipal y de hierro en los lugares de Virgilio, Olmacedo y Almagrera. En 1589, a finales del siglo XVI, existieron minas de hierro en las cercanías de la localidad.

### Comunicaciones
El término municipal está atravesado por las siguientes carreteras: 
- Carretera nacional N-122 (entre los pK 110 y 112): permite la comunicación con Soria y Zaragoza.
- Carretera autonómica CL-101: permite la comunicación con Noviercas y Ágreda.
- Carretera provincial SO-380: permite la comunicación con Matalebreras.
- Carretera local SO-P-2001: conecta con el puerto del Madero, en la N-122.

Hasta su cierre en 1996, Ólvega contaba con una estación de ferrocarril propia perteneciente a la línea Soria-Castejón. Esta estación estaba conectada con Madrid y con Castejón y Zaragoza mediante trenes regionales. 

### Parajes y rutas senderistas

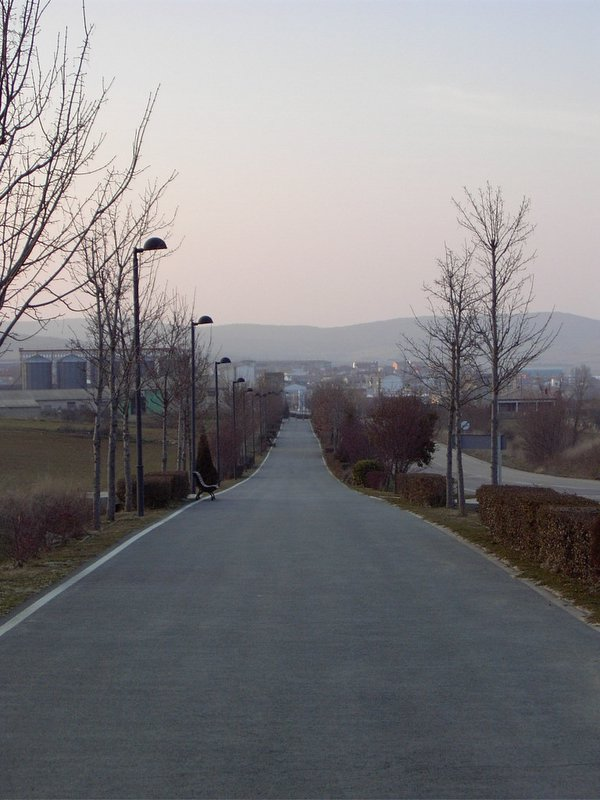
Camino Verde que va a la ermita de la Virgen de Olmacedo desde Ólvega

El término municipal tiene forma de pez inclinado, es atravesado por la carretera de Soria (SOP-2001) hasta el casco antiguo y la C-101 que se une al extremo de esta carretera en el cruce del parque de las Escuelas en dirección a Noviercas. 
De esta forma podemos decir que al este, en la parte superior de la divisoria de éstas carreteras, se encuentra la zona de roble o más conocida como “La Sierra”, más fría e ideal para pasear en verano. 
En la parte norte y parte de la oeste, está la zona de encina, denominándose “El Monte” o “Campiserrado”, más abriga y que se utiliza para pasear en las estaciones más frías.
De éste forma establecemos estas dos rutas: 
a) Ruta de La Sierra – Saliendo del casco urbano por la calle Gustavo Bécquer, en dirección a Noviercas (de ahí la denominación de la calle), podemos ir hasta la vía vieja y continuar a través de ella, por debajo de “La Sierra” hasta “la Mina Petra”. Una alternativa es regresar de nuevo hasta la fuente de “La Cascarrera” y bajar por el lateral del pinar de “La Virgen”, hasta la ermita, conectando con el Camino Verde, inaugurado en 1995, hasta el casco urbano. 
Una alternativa, es continuar el camino, sin desviarnos hacia “La Vía Vieja” y pasando por “La Lagunilla” llegar por el camino hacia Noviercas, también denominado “de la Pata del Diablo” hasta la zona de “Las Fuentecillas”. 
Según las fuerzas que nos queden podemos continuar en dirección a Noviercas hasta “El Poste”, y bordear las cimas del Alto del Pulpal, hasta bajar por la zona del Zarzoso hasta el casco urbano por el camino de “Las Pedrizas”. 
También podemos subir por “El Altillo” hasta la cima de La Sierra, bordeando la Sierra y recorriendo sus cimas, “La Cascarrera”, “Alto de las Carreras” para bajar por la zona de La Mina Petra y conectar en dirección a la zona de La Virgen, bien por una vereda que nos lleva directamente, o siguiendo el camino hasta enlazar con la carretera C-101 unos metros hasta llegar al Camino Verde (zona de la Virgen) que nos llevará al casco urbano. 
b) Zona del encinar:  Un itinerario muy utilizado es salir del casco urbano por la zona de “La Soledad” en dirección a la Arboleda del Río, continuar por dicho camino hasta la zona del monte y justo a la altura de los corrales de “Los Casarejos”, cruzar por la parte baja del Hacho hasta conectar por dicha vereda con el Camino de los Arroqueros, de ahí podemos ir directamente al Molino Almagre. 
El Molino Almagre es una de las zonas más emblemáticas de la localidad, utilizada en su día de Almagrera, hoy en día hay un parque natural, con diversas especies arbóreas y un refugio municipal. En verano, especialmente, es muy concurrido por familias que van a comer o merendar a este entrañable lugar. 
De ahí, podemos ir hacia el casco urbano, bien siguiendo el camino que lleva su nombre hasta el casco urbano; o cruzar directamente por la zona de La Virgen hasta el Camino Verde y regresar desde ahí. 
Otras alternativa la constituye, en vez de elegir el camino hacia Los Casarejos, elegir el “Camino Ancho” y desde ahí llegar hasta la zona del “Cortado” dando la vuelta hacia la zona del Paguillo, adentrándonos hacia la sierra de Fuentes, o bien regresar hacia el Camino de la Soledad. 
Ruta Oeste, o de Campiserrado. Dentro también de naturaleza de encinar, salpicado de pino de repoblación, pasando por “El Castillazo”, hasta la “Fuente de Juan Cañón” y llegar hasta la ermita de San Marcos. Es una zona abriga, ideal para disfrutar de la Naturaleza en días fríos, siempre que el tiempo lo permita.

## Historia
El origen del poblado actual de Ólvega se remonta a los comienzos del siglo V d. C., aunque sus raíces se hunden todavía más profundamente en el tiempo. En 1982 se detectaron en su término dos castros celtibéricos, de época anterior a Cristo: el de la Muela u Hoya del Mesado y el del Castillejo o Castillazo de Araviana, más otro probable en Matapiojos; y quizá existiera un cuarto poblado en Los Mártires, el lugar más alto de la antigua ubicación de la villa. Las gentes rudas, “indómitas y difíciles” que habitaron esos pequeños castros, eran “pelendones” (rama que proviene de los celtíberos). Su economía era rudimentaria, esencialmente pastoril más que agrícola, y con alguna probable y mínima explotación de la minería y metalurgia del bronce y del hierro, para fabricación tosca de sus propias armas y utensilios, sin alcanzar la perfección de las falcatas y espadas celtibéricas.
Si se retrocede más en el tiempo, puede consignarse también el hallazgo en tierras pertenecientes a su término municipal, de hachas y otros restos prehistóricos. Según las hipótesis más claras, nace Ólvega como pequeño “vicus” en el siglo V con un puñado de hispanorromanos huidos de la cercana Augustóbriga (Muro), arrasada trágicamente por el fuego a manos de las primeras hordas bárbaras de vándalos y alanos (año 409). Aquella importante ciudad romana tenía una muralla de 3077 m de perímetro, estaba clasificada como “mansio” o final de itinerario porque desde ella se comenzaba de nuevo a contar millas; y se hallaba en la vía “de Astúrica a Caesaraugusta”. Tras el incendio, ante la inseguridad y peligro de nuevas hordas, Augustóbriga, como ciudad maldita, queda abandonada, desolada y olvidada durante siglos. Sus gentes se dispersaron por los alrededores en busca de un lugar seguro. Es en ese momento cuando piensan en Ólvega, que está lo suficientemente apartada (unos 6 km) de la ciudad “desierta” y de la calzada romana, y a la vez cercana como para no dejar de beneficiarse de la riqueza cerealista de aquellas campiñas y del laboreo del mineral de hierro. En un principio, el primitivo asentamiento o poblado olvegueño ocuparía la pequeña acrópolis de los alrededores de la ermita de Los Mártires, más fácil de ser defendida. Asimismo, es también muy probable que Augustóbriga o los núcleos que la sustituyeron, tuvieran ya, tan tempranamente, en el siglo V, pequeñas comunidades cristianas, evangelizadas sin duda desde la cercana ciudad de Turiaso, sede episcopal en ese siglo.
Tiene el sobrenombre de “Niña del Moncayo” por su ubicación estratégica a las faldas del monte Moncayo así como el de “Segunda Numancia" por los hechos históricos acaecidos en 1474 donde los olvegueños lucharon por su libertad para no rendir vasallaje al Conde de Medinaceli. Su resistencia sin rendición provocó que fuera incendiada muriendo sus moradores en el interior defendiendo sus libertades. 
Su escudo oficial, debido a ello, es un castillo en llamas.
A la caída del Antiguo Régimen la localidad se constituye en municipio constitucional en la región de Castilla la Vieja, partido de Ágreda y que en el censo de 1842 contaba con 348 hogares y 1366 vecinos.
A finales del siglo XX crece el término del municipio porque incorpora a Muro de Ágreda.

## Demografía
Cuenta con una población de 3838 habitantes (INE 2024).
| Gráfica de evolución demográfica de Ólvega entre 1842 y 2021 |
| |
| Población de derecho según los censos de población del INE Población de hecho según los censos de población del INEEntre el censo de 1981 y el anterior, crece el término del municipio porque incorpora a 42126 (Muro de Ágreda) |

El gentilicio es olvegueño/a.

### Población por núcleos
| Núcleos | Habitantes (2000) | Habitantes (2011) |
| ------- | ----------------- | ----------------- |
| Muro    | 198               | 149               |
| Ólvega  | 3100              | 3685              |

## Economía
Actividad industrial: industrias cárnicas, electricidad y auxiliar del automóvil, fabricación de molinos eólicos, tableros material de cocina y cocinas. 
Dispone de un polígono industrial de alrededor de 300 000 m², con un notable impulso en los últimos años tras su puesta en funcionamiento en el año 1991. Muy apropiado para el asentamiento de iniciativas empresariales.
Minifundismo agrícola de cereal y algunos huertos en la zona de La Vega. Ganadería extensiva lanar e intensiva de porcino.

## Administración y política
| Periodo   | Nombre                    | Partido |
| --------- | ------------------------- | ------- |
| 1979-1983 | Eliseo Carrasco Revilla   | UCD     |
| 1983-1987 | José Manuel Tello Barrera | PSOE    |
| 1987-1991 | José Manuel Tello Barrera | PSOE    |
| 1991-1995 | José Manuel Tello Barrera | PSOE    |
| 1995-1999 | Gerardo Martínez Martínez | PP      |
| 1999-2003 | Gerardo Martínez Martínez | PP      |
| 2003-2007 | Gerardo Martínez Martínez | PP      |
| 2007-2011 | Gerardo Martínez Martínez | PP      |
| 2011-2015 | Gerardo Martínez Martínez | PP      |
| 2015-2019 | Gerardo Martínez Martínez | PP      |
| 2019-2023 | Elia Jiménez Hernández    | PP      |

## Patrimonio

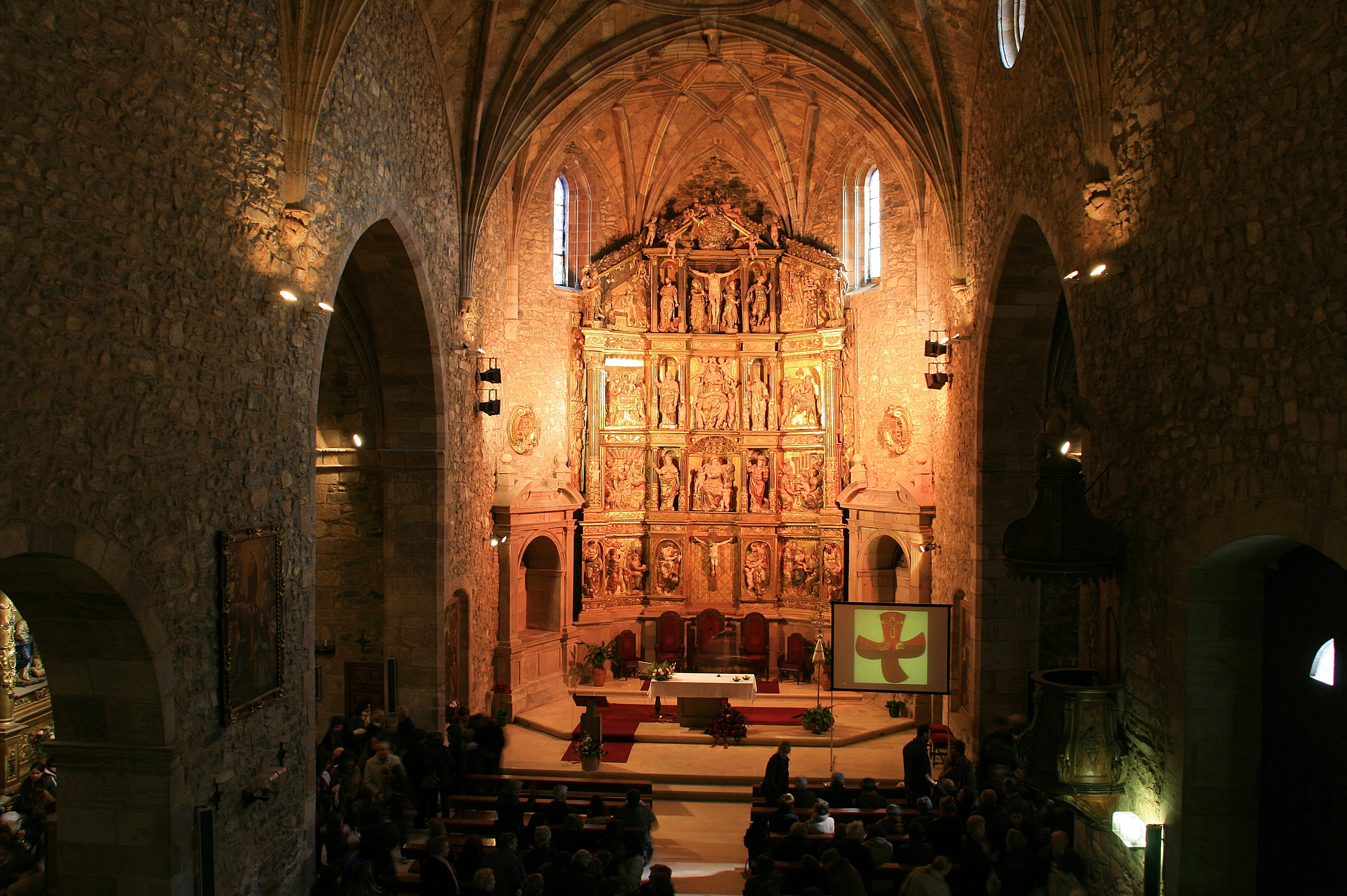
Vista del interior del templo

Uno de los lugares que más resalta de Ólvega es la torre de la iglesia de Santa María la Mayor. Es la mayor referencia artística de todo el pueblo. Esta torre de estilo gótico almenada con cabecera poligonal típica del siglo XVI le da aire de fortaleza a la villa. La iglesia fue construida en diferentes etapas; la sacristía, la cual está cubierta de una bóveda, y la torre de esta iglesia fueron construidas a finales del siglo XV. Su crucero, nave principal y una pequeña parte de su sacristía son de la primera mitad del siglo XVI. La parte más destacable de su interior es el retablo.
Esta parroquia fue restaurada profundamente en la década de 1990. El interior quedó a piedra vista dándole un aire más austero y un aspecto más espiritual. Asimismo, la parte más destacada de la iglesia, el retablo, sufrió una gran restauración.
En el interior, tanto la pared como el techo son a piedra vista, con la diferencia de que el techo tiene, tallados en la misma piedra, ciertas decoraciones. En cambio, la pared muestra la piedra sin elementos decorativos, tal vez, para darle más protagonismo al retablo, el cual está situado al fondo de la iglesia.

## Fiestas
Las fiestas mayores se celebran entre el 13 y el 18 de septiembre en honor al Santísimo Cristo de la Cruz a Cuestas (el 14 de septiembre es el día principal, coincidiendo con la fiesta de la Exaltación de la Cruz). Comienzan con el tradicional pregón de fiestas y el recorrido a los típicos terrizos. El día 18 se septiembre se celebra la tradicional Comida de Hermandad, que congrega a más de 2000 personas en la plaza de España.
También son típicas las fiestas de la Juve, organizadas por la Asociación de la Juventud de Ólvega. Se celebran el fin de semana del primer domingo de agosto.
La Virgen de Olmacedo es la patrona de la Villa de Ólvega, celebrándose la festividad el martes posterior a la festividad de la Ascensión.
Ubicada en la parte baja de la Sierra, su ermita está situada en un lugar privilegiado para contemplar el paisaje olvegueño, entre La Sierra y El Hacho. Podemos ir desde la Villa a través del denominado "Camino Verde", que fue construido en el año 1995. Este camino cuenta con arbolado, y está iluminado todo el verano. 
El fin de semana anterior a la celebración de las fiestas tiene lugar el tradicional "Día del Chorizo", cuyo origen está en la compensación de pan y chorizo que se daba a los niños que limpiaban el camino de piedras para facilitar el paso al conjunto del pueblo en su camino para recoger la imagen de la patrona desde la iglesia parroquial de Santa María la Mayor.
Otras celebraciones que aún perduran, aunque en los últimos tiempos se celebran con suerte diferente en cuanto a la congregación de gente, son:
- San Marcos (fin de semana más cercano al 25 de abril, festividad del santo), en el paraje llamado Campiserrado (resto de un antiguo poblamiento llamado San Juan de Campiserrado). Romería en la que los grupos de amigos comparten el tradicional rancho y la culeca (similar a lo que en otras zonas de la geografía castellana se denomina "bollo preñao"). También existe, como en el caso de la Virgen de Olmacedo, la tradición de repartir culeca como compensación por limpiar el camino de acceso al paraje.
- San Roque (16 de agosto): patrón de la villa, aunque las fiestas mayores se celebran en septiembre en honor al Cristo. Su ermita está actualmente unida al casco urbano de Ólvega, pero, como en los casos anteriores, antiguamente había que limpiar el camino que llevaba del pueblo a la ermita, dando lugar al llamado "día de la pera", celebrado el 14 de agosto.
- San Bartolomé, en el paraje del antiguo poblamiento de Culdegallinas, del que quedan apenas unos corrales y los restos de la ermita del santo. La celebración ha decaído en los últimos años, y apenas se reduce a la celebración de la Misa en el exterior de la ermita.

- Carnavales (febrero/marzo, en función de la celebración de la Semana Santa). Destaca de ellos el personaje de Matalasviejas.
Otra de las particularidades tradicionales en Ólvega son las celebraciones de los Quintos, como vestigio de las suertes de quintos que se llevaban a cabo para realizar el servicio militar. Actualmente, los jóvenes que han cumplido o van a cumplir los 17 años durante ese año natural celebran fiestas particulares en los meses que van de fiestas del Cristo a Navidad, que son costeadas con el Aguinaldo que se pide en la mañana del día de Nochebuena.
Los quintos vuelven a tomar protagonismo en las fiestas del Cristo, en el año natural en el que se cumplen los 21 años (edad a la que se realizaba antiguamente el servicio militar): se encargan de acompañar a las autoridades y charangas en los diferentes actos programados, son protagonistas en la llamada Becerrada de los Quintos, sirven la comida durante la Comidad de Hermandad el último día de las fiestas (tras dicha comida, los propios quintos son servidos por los miembros del Consistorio),... y la reina y damas de honor de las fiestas se eligen entre las chicas de esa quinta.

## Hermanamientos
- Luynes (Francia)
- Buntingford (Inglaterra)